# Цовело (Удине)
Цовело је насеље у Италији у округу Удине, региону Фурланија-Јулијска крајина.
Према процени из 2011. у насељу је живело 186 становника. Насеље се налази на надморској висини од 866 м.